# 田中林太郎
田中 林太郎（たなか りんたろう、安政4年（1857年）- 没年不詳）は、日本の設備技師。実父は中村喜助（奇輔）、義父は田中重儀（田中久重の養子）、娘婿は田中不二（藤山種廣の次男）。

## 人物
1881年（明治14年）、工部大学校機械学科卒業後、工部省技手となる。
皇居造営では暖房工事などを担当し、皇居御造営事務局廃局後も内匠寮技師として残務にあたる。
1893年（明治26年）に退官し、翌年芝浦製作所技士、日本鉄道技師・技師長を歴任した。
1901年（明治34年）からは東宮御所御造営局技師となり、暖房設備関係業務を担当している。
1908年（明治41年）に退官した。